# Pandoridae
De Pandoridae of pandoraschelpen is een familie van tweekleppigen uit de orde Anomalodesmata. Het enige bekende genus in deze familie (volgens ITIS) is Pandora.

## Kenmerken
Het zijn dunschalige, sterk ongelijkkleppige schelpen.  De linkerklep is bol, terwijl de rechterklep geheel plat is.  De achterzijde is bij veel soorten snavelvormig uitgegroeid.  De binnenkant van de schelpen vertoont een zilverwitte parelmoerlaag.  Het slot vertoont een resilium met lithodesma.

## Verspreiding en leefgebied
De dieren leven op slikachtige bodems en liggen met hun linkerklep naar boven.

## Geslachten
- Clidiophora Carpenter, 1864
- Coania Valentich-Scott & Skoglund, 2010
- Foveadens Dall, 1915
- Frenamya Iredale, 1930
- Heteroclidus Dall, 1903
- Pandora Bruguière, 1797